# جیمز لوید کارولین
جیمز لوید کارولین مریلند (به انگلیسی: James Lloyd of Maryland) سناتور سابق عضو حزب فدرالیست (آمریکا) بود. وی در سال ۱۷۹۷ تا ۱۸۰۰ میلادی سناتور ایالت مریلند در سنای ایالات متحده آمریکا بود.